# Dog Man Star
 Dog Man Star is het tweede album van de Britse alternatieve-rockgroep Suede, uitgebracht in oktober 1994 door Nude Records. Het was hun laatste album met gitarist Bernard Butler, die door toenemende spanningen met zanger Brett Anderson de band al verliet voordat de opnames van dit album waren afgerond. De muziek op Dog Man Star is rustiger en meer downbeat dan hun debuut. Hoewel het niet zo goed verkocht als het succesvolle Suede uit 1993, bereikte het toch de derde plaats in de Britse hitlijsten.

## Achtergrond
In het begin van 1994 bereikte de single "Stay Together" de derde plaats in de UK Singles Chart. In deze periode bevond het moreel binnen de groep zich op een dieptepunt. Toen de band op het punt stond om aan hun tweede Amerikaanse tournee te beginnen, overleed Butlers vader. Hierdoor werd de eerste week van de tour geannuleerd en Suede vloog terug naar Londen. Tijdens de later alsnog hervatte tour distantieerde Butler zich nog meer van de rest van de band dan voorheen. Butler vertelde later in een interview hierover dat de groep steeds meer het gevoel kreeg dat ze op tournee waren met iemand die eigenlijk niet wilde. Hij reisde zelfs afzonderlijk, hetzij alleen, per taxi, of in de tourbus van support-act The Cranberries. Nadat Suede in Atlanta zelfs moest openen voor The Cranberries, doordat die band veel populairder was en de steun van MTV genoot, gaf de groep het in New York op en de laatste concerten werden geannuleerd. Volgens drummer Simon Gilbert werd de situatie met Butler onwerkbaar en onverdraaglijk.

## Composities
Alle muziek en teksten zijn geschreven door Brett Anderson en Bernard Butler. 
| Nr. | Titel                | Duur |
| --- | -------------------- | ---- |
| 1.  | Introducing the Band | 2:38 |
| 2.  | We Are The Pigs      | 4:19 |
| 3.  | Heroine              | 3:22 |
| 4.  | The Wild Ones        | 4:50 |
| 5.  | Daddy's Speeding     | 5:22 |
| 6.  | The Power            | 4:31 |
| 7.  | New Generation       | 4:37 |
| 8.  | This Hollywood Life  | 3:50 |
| 9.  | The 2 of Us          | 5:45 |
| 10. | Black or Blue        | 3:48 |
| 11. | The Asphalt World    | 9:25 |
| 12. | Still Life           | 5:23 |

| Nr. | Titel       | Duur |
| --- | ----------- | ---- |
| 13. | Modern Boys | 4:49 |

## Personeel

### Suede
- Brett Anderson - zang
- Bernard Butler - gitaar
- Simon Gilbert - drums
- Mat Osman - basgitaar

### Overig personeel
- Ed Buller - producent, engineer
- Gary Stout - engineer
- Bob Ludwig - mastering

### Gastmuzikanten
- Phil Overhead - percussie
- Simon Clarke - trompet
- Roddy Lorimer - saxofoon & fluit
- Richard Edwards - trombone
- Andrew Cronshaw - cimbalom en fluit
- Tessa Niles - achtergrondzang
- Children from the Tricycle Theatre Workshop - achtergrondzang
- Sinfonia of Londen (gearrangeerd & uitgevoerd door Brian Gascoine)